# Inibidores da glicoproteína IIb/IIIa
Os inibidores da glicoproteína IIb/IIIa são uma classe fármacos que pertencem ao grupo maior dos antiplaquetários.
Os três principais medicamentos desta classe são:
- abciximab (ReoPro)
- eptifibatide (Integrilin)
- tirofiban (Aggrastat)